# Hans Groop
Hans Groop född 1932 i Vasa, blev skeppsbyggnadsingenjör i Helsingfors och arbetade sedan där många år vid Wärtsiläs varv som konstruktör och PR-chef. Sedan början på 1970-talet är han heltidsarbetande båtkonstruktör i egen regi. H-båten, som initierades av Helsingfors Segelsällskap, premiärseglade 1968, är Hans Groops skapelse. Den är nu den största entypsklassen av kölbåtar i Europa, ja kanske i världen, med nära 5000 exemplar. Han har konstruerat mer än 100 entyps och serebyggda segel- och motorbåtar. Några exempel är ett flertal 5,5or, en till Kung Olav som vann silvermedalj och en 5,5 a som vann VM i Kalifornien 1985, H-35, H-star, H-323, och Targa 42, samt fylligare men välseglande båtar med mer komfort som till exempel Targa 96 och 101, Finnsailor 29 och 34,  Joe 17, Joe 34, Netta, Artina 33samt Degerö 33. Dessutom har han ritat flera one-off båtar t. ex. stora segelbåtar 54, 72 och 76 fot långa. Hans Groop är själv en mycket skicklig seglare med flera mästerskap. I dag seglar han en IS 400 av egen design. Hans Groop är långtida medlem i aktiv medlem i Helsingfors Segelsällskap (HSS). H-båten uppstod till en del som ett resultat av segelföreningens medlemmars diskussion om en modern ny förmånlig segelbåt med både goda kappseglings- och långfärdsegenskaper.